# انریکو گلوری
انریکو گلوری (ایتالیایی: Enrico Glori؛ ‏ ۳ اوت ۱۹۰۱ – ۲۲ آوریل ۱۹۶۶) هنرپیشه اهل ایتالیا بود.
از فیلم‌هایی که وی در آن نقش داشته‌است، می‌توان به هیرود بزرگ، زندگی شیرین، صومعه پارم، باراباس، ایستگاه آخر، ساحل، تهران، ترانه بهار، فورتونلا، فروشگاه بزرگ، نامزدشده، سه آرزو، عروسی خون، جوزپه وردی، هارلم و انتقام دزدان دریایی اشاره کرد.